# Sebastianópolis do Sul
Sebastianópolis do Sul là một đô thị ở bang São Paulo của Brasil. 

## Địa lý
Đô thị này nằm ở vĩ độ 20º39'18" độ vĩ nam và kinh độ 49º55'16" độ vĩ tây, trên khu vực có độ cao 468 m. Dân số năm 2004 ước tính là 2.561 người. 
Đô thị này có diện tích 168,114 km².